# Feyzullah Aktürk
Feyzullah Aktürk (Manisa, 1º gennaio 1999) è un lottatore turco specializzato nella lotta libera.

## Palmarès
- Europei

Budapest 2022: oro negli 92 kg